# Uri Lupolianski
Uri Lupolianski (Hebreeuws: אורי לופוליאנסקי) (Haifa, 1951) is een Israëlische rabbijn en voormalig politicus van het Verenigd Thora-Jodendom - Degel HaThora. Van 2003 tot 2008 was hij de achtste burgemeester van Jeruzalem sinds de stichting van de staat Israël in 1948 en daarmee de eerste van ultraorthodoxen huize. Zijn verkiezing was het gevolg van het groeiend percentage ultraorthodoxe joden in Jeruzalem dat tijdens zijn burgemeesterschap ongeveer dertig procent bedroeg. In 2014 werd Lupolianski veroordeeld voor corruptie inzake de ontwikkeling van het woningbouwcomplex 'Holyland' in Zuid-Jeruzalem. De omkoopsom had hij echter niet in eigen zak gestoken maar gedoneerd aan een Jeruzalemse liefdadigheidsinstelling voor arme inwoners.

## Levensloop
Lupolianski werd opgeleid aan de in Haifa gelegen Yavne-school, een combinatie van een jesjiva en een middelbare school, en aan de jesjiva Hanegev in Netivot in de Negev. Na zijn militaire diensttijd had hij een betrekking als leraar op een religieuze school in Jeruzalem.
Ter herinnering aan zijn in de Sjoa omgekomen grootmoeder richtte hij in 1976 Yad Sarah op, een hulpverleningsorganisatie die medische en andere diensten verleend aan behoeftige personen in Israël. Voor deze inzet heeft hij diverse prijzen in ontvangst mogen nemen waaronder de Israëlprijs.

### Politiek
In 1989 werd Lupolianski in de gemeenteraad van Jeruzalem verkozen. Als raadslid hield hij zich bezig met familie- en gemeenschapszaken, fungeerde hij als voorzitter van de plannings- en bouwcommissie en was hij locoburgemeester en wethouder. Op 18 februari 2003 werd hij waarnemend burgemeester van Jeruzalem toen burgemeester Ehud Olmert als minister toetrad tot het kabinet-Sharon II. Op 6 juni van dat jaar won hij de burgemeestersverkiezingen. In 2008 werd rabbijn Meir Porush gekandidateerd als de ultraorthodoxe burgemeesterskandidaat voor de nieuwe zitting maar deze werd verslagen door de seculiere en rechtse politicus Nir Barkat, die op 3 december 2008 Lupolianski als burgemeester afwisselde nadat zijn poging om in 2003 het burgemeesterschap te bemachtigen met een klein verschil was mislukt.

### Optreden als burgemeester
Lupolianski, die een tegenstander is van een opdeling van Jeruzalem tussen de Palestijnse Autoriteit en Israël, sprak zich tijdens zijn burgemeesterschap uit voor een overheveling van Israëlische gebieden met een overwegend Palestijnse bevolking naar de Palestijnse Autoriteit in ruil voor een tegengestelde beweging van andere gebieden om te voorkomen dat de Joden in de toekomst mogelijk de minderheid in Israël vormen. Ook uitte hij zijn bezorgdheid over de grote toename van het aantal Palestijnen in Jeruzalem waardoor de stad volgens hem rond 2020 in handen van Hamas terecht kan zijn gekomen.
In 2004 deed hij een voorstel om een nieuwe Joodse wijk in Oost-Jeruzalem op te zetten die als een verbinding zou moeten fungeren tussen de oude stad en de Joodse wijk op de Scopusberg. Eveneens werkte hij aan nieuwe huisvestingsmogelijkheden voor de Palestijnen. Lupolianski lanceerde ook het plan om veertigduizend nieuwe appartementen voor jonge stellen binnen de stadsgrenzen te laten verrijzen. De bouw van tienduizend daarvan in Oost-Jeruzalem, speciaal bestemd voor de Palestijnse inwoners, werd begin 2008 goedgekeurd.
Zijn poging in 2005 om de jaarlijkse holebidemonstratie niet door te laten gaan omdat het de 'heiligheid van Jeruzalem' zou aantasten, strandde in de districtsrechtbank van Jeruzalem die de gemeente een boete van zestigduizend sjekel oplegde waarvan de helft voor Lupolianski's eigen rekening kwam.

## Familie
Uri Lupolianski is getrouwd met Michal Schneller, kleindochter van rabbijn Isaac Breuer (1883-1946). Tezamen hebben ze twaalf kinderen.